# Richard B. Angus
Richard Bladworth Angus, född den 28 maj 1831, död den 17 september 1922, var en skotsk bank- och affärsman samt filantrop. Från 1869 till 1879 var han direktör för Bank of Montreal. Vid sidan om affärslivet och bankverksamheten, som gjorde honom till en av de rikaste personerna i staden, var han också engagerad i flera föreningar.

## Familj
Richard Angus gifte sig med Mary Anne Daniels den 13 juni 1857. Med henne fick han tre söner och fyra döttrar. 

## Föreningsmedlemskap
Richard Angus var medlem i flera föreningar, bland annat följande: 
- The St. James Club,
- The Mount Royal Club
- The Montreal Jockey Club
- Auto Club och Aero Club
- The Forest and Stream Club
- The Winter Club.
- Rideau Club of Ottawa
- The Toronto Club
- The York Club of Toronto
- The Manitoba Club of Winnipeg.

## Dog i sitt sommarhus
Richard Angus dog stilla i sitt sommarresidens i Senneville i Québec den 17 september 1922 och begravdes vid Mount Royal Cemetery.